# Michael Cerveris
Michael Cerveris, född 6 november 1960 i Bethesda, Maryland, är en amerikansk skådespelare.
Cerveris har bland annat medverkat i TV-serierna The Gilded Age från 2022. Han har även medverkat i filmerna Stake Land från 2010 och Ant-Man and the Wasp från 2018.

## Filmografi (i urval)
- 1986–1987 – Fame (TV-serie)
- 2001 – The Mexican
- 2008–2013 – Fringe (TV-serie)
- 2010 – Stake Land
- 2018 – Ant-Man and the Wasp
- 2022 – The Gilded Age (TV-serie)